# Sven Kennethson
Sven Kennethson (idioma irlandés: Suibne mac Cináeda) (m. 1034) fue un caudillo hiberno-nórdico, rey vikingo de Mann y Galloway (rí Gallgaidhel). Posiblemente hijo de Kenneth Godfredsson. Los Anales de Ulster y los Anales de Tigernach mencionan su muerte en 1034.
Su nombre se asocia a Galloway, Escocia, que deriva de Gall-Gaidheal (Gall-Gáedil), un epónimo del clan Sweeney que estaba localizado en Knapdale, región de Loch Sween, donde se construyó el castillo de Sween en el siglo XII.
No se sabe con certeza si Sven gobernó Galloway, a pesar de su mención como rey de Galloway en los anales contemporáneos, pues no existe mucha información anterior a la figura de Fergus de Galloway (r. 1120 – 1161). Algunas interpretaciones toponímicas sugieren que su reino se extendía sobre todo Galloway, Carrick y Nithsdale, quizá hasta Douglasdale, por no citar islas como Mann.